# Vetle Sjåstad Christiansen
Vetle Sjåstad Christiansen (Ringerike, 12 mei 1992) is een Noorse biatleet. Hij is de broer van freestyleskiester Tiril Sjåstad Christiansen.

## Carrière
Bij zijn wereldbekerdebuut, in december 2012 in Östersund, scoorde Christiansen direct wereldbekerpunten. In maart 2013 behaalde de Noor in Chanty-Mansiejsk zijn eerste toptienklassering in een wereldbekerwedstrijd. In december 2018 stond hij in Hochfilzen voor de eerste maal in zijn carrière op het podium van een wereldbekerwedstrijd. Tijdens de wereldkampioenschappen biatlon 2019 in Östersund eindigde Christiansen als achtste op de 20 kilometer individueel, als twaalfde op de 15 kilometer massastart, als 23e op de 12,5 kilometer achtervolging en als 31e op de 10 kilometer sprint. Op de estafette veroverde hij samen met Lars Helge Birkeland, Tarjei Bø en Johannes Thingnes Bø de wereldtitel, samen met Marte Olsbu Røiseland, Tiril Eckhoff en Johannes Thingnes Bø werd hij wereldkampioen op de gemengde estafette.
Op de wereldkampioenschappen biatlon 2020 in Antholz eindigde de Noor als tiende op de 15 kilometer massastart, als dertiende op de 12,5 kilometer achtervolging, als 33e op de 10 kilometer sprint en als 62e op de 10 kilometer sprint. Op de estafette legde hij samen met Johannes Dale, Tarjei Bø en Johannes Thingnes Bø beslag op de zilveren medaille.

## Resultaten

### Olympische Winterspelen
| Jaar | Plaats | Onderdeel   | Onderdeel | Onderdeel     | Onderdeel  | Onderdeel | Onderdeel          |
| Jaar | Plaats | Individueel | Sprint    | Achtervolging | Massastart | Estafette | Gemengde estafette |
| ---- | ------ | ----------- | --------- | ------------- | ---------- | --------- | ------------------ |
| 2022 | Peking | 13e         | 20e       | 15e           | ↑          | ↑         | –                  |

### Wereldkampioenschappen
| Jaar | Plaats     | Onderdeel   | Onderdeel | Onderdeel     | Onderdeel  | Onderdeel | Onderdeel          | Onderdeel          |
| Jaar | Plaats     | Individueel | Sprint    | Achtervolging | Massastart | Estafette | Gemengde estafette | Single mixed relay |
| ---- | ---------- | ----------- | --------- | ------------- | ---------- | --------- | ------------------ | ------------------ |
| 2019 | Östersund  | 8e          | 31e       | 23e           | 12e        | Goud      | Goud               | –                  |
| 2020 | Antholz    | 62e         | 33e       | 13e           | 10e        | Zilver    | –                  | –                  |
| 2021 | Pokljuka   | –           | –         | –             | 16e        | Goud      | –                  | –                  |
| 2023 | Oberhof    | 10e         | 6e        | 5e            | 12e        | Zilver    | –                  | –                  |
| 2024 | Nové Město | 16e         | Brons     | Brons         | 8e         | Zilver    | –                  | –                  |

### Wereldkampioenschappen junioren
| Jaar | Plaats       | Onderdeel   | Onderdeel | Onderdeel     | Onderdeel |
| Jaar | Plaats       | Individueel | Sprint    | Achtervolging | Estafette |
| ---- | ------------ | ----------- | --------- | ------------- | --------- |
| 2011 | Nové Město   | –           | –         | –             | Brons     |
| 2012 | Kontiolahti  | 16e         | 13e       | Zilver        | Goud      |
| 2013 | Obertilliach | –           | 4e        | DNS           | –         |

### Wereldbeker
Eindklasseringen
| Seizoen   | Algemeen | Individueel | Sprint | Achtervolging | Massastart |
| --------- | -------- | ----------- | ------ | ------------- | ---------- |
| 2012/2013 | 43e      | –           | 38e    | 37e           | 38e        |
| 2013/2014 | 54e      | 32e         | 52e    | 63e           | –          |
| 2014/2015 | 67e      | –           | 76e    | 52e           | –          |
| 2015/2016 | 100e     | –           | 86e    | –             | –          |
| 2016/2017 | 45e      | –           | 46e    | 38e           | –          |
| 2017/2018 | 54e      | 53e         | 70e    | 51e           | 39e        |
| 2018/2019 | 13e      | Zilver      | 15e    | 13e           | 7e         |
| 2019/2020 | 10e      | 25e         | 12e    | 8e            | 7e         |
| 2020/2021 | 13e      | 29e         | 13e    | 14e           | 10e        |
| 2021/2022 | 4e       | 9e          | 5e     | 5e            | Brons      |
| 2022/2023 | Brons    | Goud        | 5e     | 6e            | Goud       |
| 2023/2024 | 5e       | 5e          | 9e     | 8e            | Brons      |

Wereldbekerzeges
| Nr.         | Datum            | Plaats             | Onderdeel             |
| Individueel | Individueel      | Individueel        | Individueel           |
| ----------- | ---------------- | ------------------ | --------------------- |
| 1.          | 15 februari 2019 | Soldier Hollow     | 10 km sprint          |
| 2.          | 5 december 2021  | Östersund          | 12,5 km achtervolging |
| 3.          | 12 maart 2022    | Otepää             | 15 km massastart      |
| 4.          | 12 maart 2023    | Östersund          | 15 km massastart      |
| 5.          | 13 januari 2024  | Ruhpolding         | 10 km sprint          |
| 6.          | 21 januari 2024  | Antholz-Anterselva | 15 km massastart      |
| Estafette   |                  |                    |                       |
| 1.          | 9 december 2012  | Hochfilzen         | 4×7,5 km estafette    |
| 2.          | 7 december 2013  | Hochfilzen         | 4×7,5 km estafette    |
| 3.          | 11 januari 2017  | Ruhpolding         | 4×7,5 km estafette    |
| 4.          | 18 januari 2019  | Ruhpolding         | 4×7,5 km estafette    |
| 5.          | 8 februari 2019  | Canmore            | 4×7,5 km estafette    |
| 6.          | 7 maart 2019     | Östersund (WK)     | Gemengde estafette    |
| 7.          | 16 maart 2019    | Östersund (WK)     | 4×7,5 km estafette    |
| 8.          | 11 januari 2020  | Oberhof            | 4×7,5 km estafette    |
| 9.          | 7 maart 2020     | Nové Město         | 4×7,5 km estafette    |
| 10.         | 6 december 2020  | Kontiolahti        | 4×7,5 km estafette    |
| 11.         | 20 februari 2021 | Pokljuka (WK)      | 4×7,5 km estafette    |
| 12.         | 4 december 2021  | Östersund          | 4×7,5 km estafette    |
| 13.         | 12 december 2021 | Hochfilzen         | 4×7,5 km estafette    |
| 14.         | 23 januari 2022  | Antholz-Anterselva | 4×7,5 km estafette    |
| 15.         | 4 maart 2022     | Kontiolahti        | 4×7,5 km estafette    |
| 16.         | 13 maart 2022    | Otepää             | Gemengde estafette    |
| 17.         | 1 december 2022  | Kontiolahti        | 4×7,5 km estafette    |
| 18.         | 11 december 2022 | Hochfilzen         | 4×7,5 km estafette    |
| 19.         | 8 januari 2023   | Pokljuka           | Single-Mixed-Relay    |
| 20.         | 13 januari 2023  | Ruhpolding         | 4 x 7,5 km estafette  |
| 21.         | 22 januari 2023  | Antholz-Anterselva | 4 x 7,5 km estafette  |
| 22.         | 5 maart 2023     | Nové Město         | Single-Mixed-Relay    |
| 23.         | 11 maart 2023    | Östersund          | 4 x 7,5 km estafette  |
| 24.         | 30 november 2023 | Östersund          | 4 x 7,5 km estafette  |
| 25.         | 10 december 2023 | Hochfilzen         | 4×7,5 km estafette    |
| 26.         | 11 januari 2024  | Ruhpolding         | 4 x 7,5 km estafette  |
| 27.         | 3 maart 2024     | Oslo-Holmenkollen  | Single-Mixed-Relay    |
| 28.         | 8 maart 2024     | Soldier Hollow     | 4 x 7,5 km estafette  |